# Hamburg Blue Angels

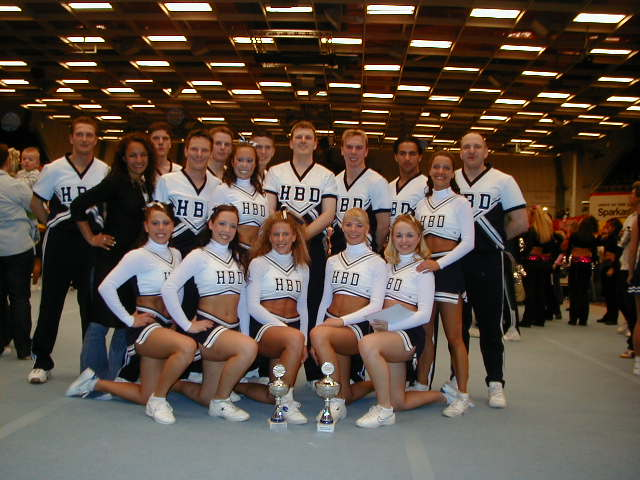
Hamburg Blue Angels bei der DCM 2002 in Leverkusen

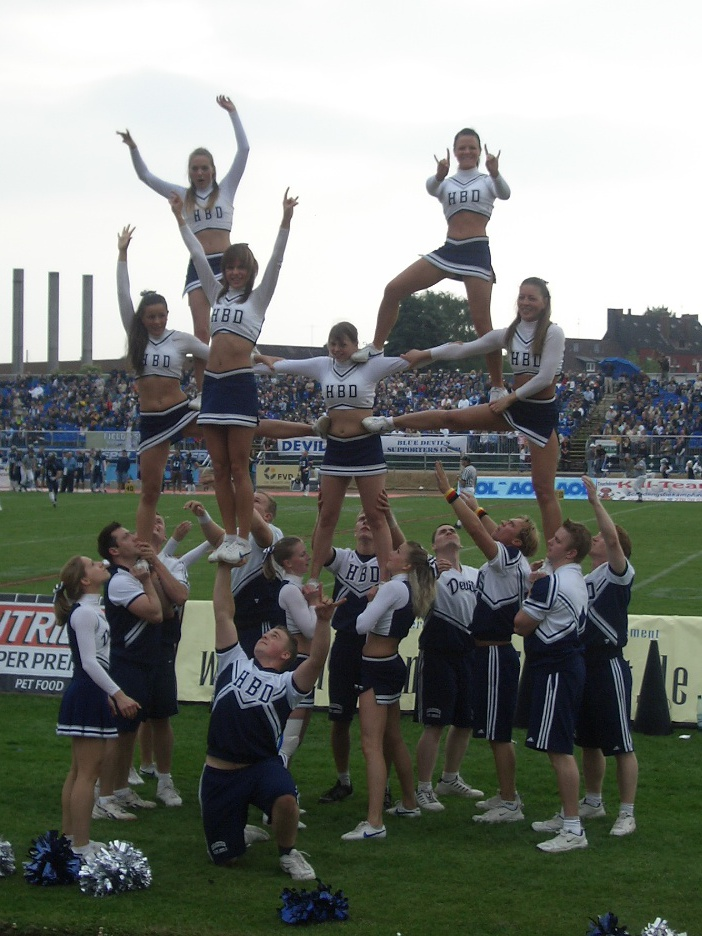
Hamburg Blue Angels 2006

Die Hamburg Blue Angels sind die am längsten bestehende Cheerleader-Gruppe (Squad) des Footballteams Hamburg Blue Devils und wurden 1992 zeitgleich mit den Blue Devils gegründet.

## Allgemeines
Die Hamburg Blue Angels bestehen aus Frauen und Männern und sind somit ein CoEd bzw. mixed Team. Neben dem Cheeren für die Hamburg Blue Devils in der eVendi Arena und bei Auswärtsspielen, treten die Angels auch bei zahlreichen anderen Veranstaltungen auf.
Die eigentliche Hauptsaison der Angels findet jedoch im Winterhalbjahr statt, wenn die Meisterschaften der eigenständigen Sportart Cheerleading stattfinden.
Weitere Squads sind die Junior Angels und die Peewee Angels.

## Erfolge
- Deutscher Meister 1996, 1999 und 2001
- Deutscher Vizemeister 1994, 1995, 1997, 2002 und 2006
- Europameister 1995, 1996 und 1997,
- Vize-Europameister 2006
- NCA-Meister 1998 und 1999
- 4. Platz bei den Weltmeisterschaften 2001 in Japan

## Wissenswertes
Sowohl Jasmin Wagner (Blümchen) als auch Bianca Hanif (Super Moonies) und Gabriela Gottschalk (ex-Super Moonies, Hot Banditoz) waren vor Beginn ihrer Pop-Karrieren Teil der Hamburger Cheerleader.